# Callen
Callen is een gemeente in het Franse departement Landes (regio Nouvelle-Aquitaine) en telt 149 inwoners (1999). De plaats maakt deel uit van het arrondissement Mont-de-Marsan.

## Geografie
De oppervlakte van Callen bedraagt 71,5 km², de bevolkingsdichtheid is 2,1 inwoners per km².
De onderstaande kaart toont de ligging van Callen met de belangrijkste infrastructuur en aangrenzende gemeenten.

## Demografie
Onderstaande figuur toont het verloop van het inwonertal (bron: INSEE-tellingen).